# Hubert Leruse
Hubert Roland Jules Leruse (Louveigné, 21 juli 1913 - Sprimont, 19 april 1984) was een Belgisch senator.

## Levensloop
Leruse was bediende.
In 1965 werd hij gemeenteraadslid en burgemeester van Sprimont.
In 1961 werd hij socialistisch provinciaal senator voor het arrondissement Luik. Hij vervulde dit mandaat tot in 1968.